# Lithophane abita
Lithophane abita là một loài bướm đêm thuộc họ Noctuidae. Nó được tìm thấy ở Alabama, Florida, Georgia, Louisiana, Maryland, Mississippi và North Carolina.
Chiều dài cánh trước khoảng 17 mm for both males và đối với con cái. Con trưởng thành bay từ cuối tháng 11 đến cuối tháng 3 in Louisiana. 
Ấu trùng có thể ăn Taxodium distichum.